# Göthe Ericsson
Göthe Ericsson, folkbokförd Nils Göte Eriksson, född 4 december 1925 i Tillinge församling, Uppsala län, död 8 oktober 2011, var en svensk teaterman.

## Biografi
Göthe Ericsson hade tidigt ett brinnande teaterintresse, vilket fick honom att i 20-årsåldern skriva till Hjördis Petterson för att erbjuda sina tjänster till revykungen Karl Gerhards revytrupp. Han fick vara med och blev snabbt betydelsefull som sekreterare och allt-i-allo åt Karl Gerhard. Han stod också ofta på scenen, bland annat i rollen som Karl Gerhards samtalspartner. Han medverkade i revyer som Kråkslottet, Två träd, Karl Gerhards jubelsommar och Ursäkta handsken. Ericsson medverkade också i revy på Gröna Lunds teater.
Regissören och teaterchefen Ingmar Bergman rekryterade honom till Dramatiska teatern efter att Karl Gerhard 1964 hade avlidit. Där kom han att verka som chef för scenens byrå och planeringschef/sceninspektör fram till pensioneringen på 1990-talet.
Göthe Ericsson var i unga år sambo med sin arbetsgivare Karl Gerhard (1891–1964) och därefter under många år med Benny Almebratt (1931–2009).
Jan-Erik Sääfs och Erik Fägerborns musikal Jag blir nog aldrig bjuden dit igen (efter Gerhards kuplett), med urpremiär på Malmö Opera och svensk turné våren 2017, handlar om Göthe Ericssons och Karl Gerhards långa relation och bygger på Karl Gerhards dagböcker, med Gerhards kupletter varvade med Sääfs musik.
Göthe Ericsson är gravsatt i minneslunden på Björketorps kyrkogård.

## Teater och revy

### Roller
| År   | Roll        | Produktion                     | Regi        | Teater       |
| ---- | ----------- | ------------------------------ | ----------- | ------------ |
| 1952 | Medverkande | Kyss mej Katie Karl Gerhard    | Per Gerhard | Chinateatern |
| 1957 | Medverkande | Kråkslottet, revy Karl Gerhard | Hasse Ekman | Idéonteatern |